# Round Rock, Teksas
Round Rock je grad u američkoj saveznoj državi Teksas. Prema popisu stanovništva iz 2010. u njemu je živjelo 99.887 stanovnika.